# Justyna Grudzińska-Zawadowska
Justyna Anna Grudzińska-Zawadowska (ur. 4 stycznia 1976) – polska filozofka, wykładowczyni Uniwersytetu Warszawskiego.

## Życiorys
Justyna Grudzińska-Zawadowska w 2001 ukończyła studia filozoficzne na Uniwersytecie Warszawskim. Tamże w 2006 doktoryzowała się na podstawie dysertacji Semantyka nazw jednostkowych (promotor – Jacek Hołówka) oraz habilitowała w 2016, przedstawiając monografię Deskrypcje nieokreślone.
Zawodowo od 2006 związana z Zakładem Filozofii Analitycznej Wydziału Filozofii UW. Prodziekan ds. nauki i współpracy z zagranicą w kadencji 2020–2024. Profesor wizytująca na Uniwersytecie Michigan (2004/2005, stypendium Fulbrighta) oraz Uniwersytecie Princeton i Uniwersytecie Rutgersa (2009/2010).
Członkini zarządów Towarzystwa Popierania i Krzewienia Nauk (2009–2011) oraz Polskiego Towarzystwa Semiotycznego (od 2006).
Córka Przemysława Grudzińskiego i Marii Hebanowskiej. Wnuczka Stanisława Hebanowskiego. Żona Marka Zawadowskiego. 

## Publikacje książkowe
- Semantyka nazw jednostkowych, Warszawa : Wydawnictwo Naukowe Semper, 2007, ISBN 978-83-7507-009-5.
- Deskrypcje nieokreślone, Warszawa: Wydawnictwo Naukowe Semper, 2015, ISBN 978-83-7507-179-5.